# António Montes Moreira
António Montes Moreira OFM (ur. 30 kwietnia 1935 w São Tomé do Castelo) – portugalski duchowny katolicki, biskup diecezji Bragança-Miranda w latach 2001–2011.

## Życiorys
Po ukończeniu nauki w niższym 
seminarium franciszkańskim w Montariol wstąpił do Zakonu Braci Mniejszych i studiował kolejno w Leirii (1951-1954) oraz w Lizbonie (1954-1958). Ponadto uzyskał doktorat z historii Kościoła na Katolickim Uniwersytecie w Lowanium.
24 października 1957 złożył śluby wieczyste, zaś święcenia kapłańskie przyjął 13 lipca 1958. Był profesorem seminarium
franciszkańskiego w Lizbonie oraz Katolickiego Uniwersytetu Portugalii. Pełnił także funkcje m.in. ministra prowincjalnego (1984-1991), wiceprzewodniczącego
Konferencji Ministrów Prowincji Półwyspu Iberyjskiego (1986-1991) oraz członka Rady Generalnej franciszkanów (1991-1999).

### Episkopat
13 czerwca 2001 został mianowany przez papieża Jana Pawła II biskupem diecezji Bragança-Miranda. Sakry biskupiej udzielił mu 14 października tegoż roku ówczesny patriarcha Lizbony, kard. José da Cruz Policarpo.
W latach 2005–2008 pełnił funkcję wiceprzewodniczącego Konferencji Episkopatu Portugalii
18 lipca 2011 przeszedł na emeryturę.
19 czerwca 2014 ówczesny prezydent Portugalii Aníbal Cavaco Silva odznaczył go Orderem Infanta Henryka.